# Wilemania nitobei
Wilemania nitobei là một loài bướm đêm trong họ Geometridae.